# ふゆしお (潜水艦・初代)
ふゆしお（ローマ字：JS Fuyushio, SS-524）は、海上自衛隊の潜水艦。なつしお型潜水艦の2番艦。艦名は冬の潮から由来する。

## 艦歴
「ふゆしお」は、第1次防衛力整備計画に基づく昭和35年度計画潜水艦8704号艦として、川崎重工業神戸工場で1961年12月6日に起工され、1962年12月14日に進水、1963年9月17日に就役し、自衛艦隊第1潜水隊に編入された。
1965年2月1日、第1潜水隊が自衛艦隊隷下に新編された第1潜水隊群隷下に編成替え。同年6月8日から8月23日までの間、「なつしお」とともにハワイ派遣訓練に参加。
1978年6月20日、愛媛県佐多岬沖合で貨物船の乗組員5人を救助。乗組員が乗っていた貨物船は台風接近に伴う荒天で転覆し、救命ゴムボートで漂流していたもの。
1979年3月23日、第1潜水隊が廃止となり、第1潜水隊群直轄艦となる。
1980年6月10日、除籍。除籍までの潜航回数は3,158回、潜航時数は15,357時間44分、スノーケル時数は6,680時間10分であった。